# رافاييل باتيستا
رافاييل باتيستا هو لاعب كرة قاعدة دومينيكاني، ولد في 25 نوفمبر 1933 في سان بيدرو دي ماكوريس في جمهورية الدومينيكان، وتوفي في 25 أكتوبر 2008 في سانتو دومينغو في جمهورية الدومينيكان.

## وصلات خارجية
- رافاييل باتيستا على موقع دوري كرة القاعدة الرئيسي (الإنجليزية)
- رافاييل باتيستا على موقع الدوري الياباني لكرة القاعدة (الإنجليزية)
- رافاييل باتيستا على موقعبيزبول رفرنس.كوم (الدوري الرئيسي) (الإنجليزية)
- رافاييل باتيستا على موقعبيزبول رفرنس.كوم (الدوري الثانوي) (الإنجليزية)
- رافاييل باتيستا على موقع إي إس بي إن.كوم (أم.أل.بي) (الإنجليزية)
- رافاييل باتيستا على موقع مشجعي الرسوم البيانية (الإنجليزية)